# Lutjanus quinquelineatus
Lutjanus quinquelineatus là một loài cá biển thuộc chi Lutjanus trong họ Cá hồng. Loài này được mô tả lần đầu tiên vào năm 1790.

## Từ nguyên
Từ định danh được ghép bởi hai âm tiết trong tiếng Latinh: quinque ("5") và lineatus ("có sọc"), hàm ý đề cập đến 5 sọc dài màu xanh óng ở hai bên lườn của loài cá này.

## Phân bố và môi trường sống
L. quinquelineatus có phân bố rộng rãi trên vùng Ấn Độ Dương - Thái Bình Dương, từ đảo Socotra, vịnh Oman và vịnh Ba Tư trải dài về phía đông đến quần đảo Caroline và đảo Tahiti (Polynésie thuộc Pháp), ngược lên phía bắc đến Nam Nhật Bản, giới hạn phía nam đến Úc (gồm cả đảo Lord Howe). Loài này cũng xuất hiện tại vùng biển Việt Nam, bao gồm quần đảo Hoàng Sa và quần đảo Trường Sa.
L. quinquelineatus sống tập trung ở đầm phá và gần rạn san hô, độ sâu trong khoảng 2–40 m.

## Mô tả
Chiều dài cơ thể lớn nhất được ghi nhận ở L. quinquelineatus là 38 cm. Phần trên của đầu hơi nâu, vùng thân còn lại màu vàng tươi với 6 sọc màu xanh óng ở hai bên lườn (sọc thứ tư ngắn nhất ở dưới mắt, chỉ kéo dài đến rìa nắp mang). Một đốm đen tròn, to bằng mắt hoặc lớn hơn, nằm dưới các tia mềm trước của vây lưng, ngang với đường bên. Các vây màu vàng; vây đuôi cụt hoặc hơi lõm nhẹ.
Số gai ở vây lưng: 10; Số tia vây ở vây lưng: 13–15; Số gai ở vây hậu môn: 3; Số tia vây ở vây hậu môn: 8; Số tia vây ở vây ngực: 16–17.

## So sánh
Phức hợp cá hồng vàng sọc xanh bao gồm các loài sau: Lutjanus bengalensis, Lutjanus coeruleolineatus, Lutjanus kasmira, L. quinquelineatus và Lutjanus notatus, sau đó mới thêm vào 2 loài nữa là Lutjanus octolineatus và Lutjanus sapphirolineatus. Phân tích tiểu đơn vị cytochrome c oxidase I của ty thể giúp xác định tính hợp lệ của từng loài trong phức hợp này.
L. notatus và L. quinquelineatus lần lượt có 5 và 6 sọc xanh đều có đốm đen nhưng khác nhau về số gai và tia mềm ở vây lưng. L. coeruleolineatus tuy cũng có đốm đen nhưng có đến 7‒8 sọc xanh nhưng khá mảnh.

## Sinh thái
Thức ăn của L. quinquelineatus chủ yếu là cá nhỏ hơn và động vật giáp xác, thường thấy chúng hợp thành đàn lớn khoảng 100 cá thể trở lên.
Tại Nouvelle-Calédonie, L. quinquelineatus sinh sản hầu như quanh năm, nhưng đỉnh điểm là vào mùa hè (khoảng tháng 11 đến tháng 1 năm sau). Ở đảo Okinawa, L. quinquelineatus sinh sản ước tính từ tháng 5 đến tháng 9 (đỉnh điểm là từ tháng 6 đến tháng 8), với số tuổi cao nhất được ghi nhận là 27 năm. Tuổi thọ cao nhất được biết đến ở L. quinquelineatus tính đến hiện tại là 31 năm, ghi nhận ở rạn san hô Great Barrier.

## Giá trị
L. quinquelineatus là một loại cá thực phẩm có thịt ngon, được đánh giá là quan trọng trong nghề cá thủ công ở một số nơi trong khu vực phân bố của chúng. Loài này được nhắm đến trong ngành câu cá thể thao ở bờ biển Queensland (Úc), và cũng xuất hiện trong ngành buôn bán cá cảnh.